# Единбурзький пік
Единбурзький пік — найвища гора острову Гоф у південній частині Атлантичного океану. Висота піка становить 902 м і є найвищою точкою хребта, 

## Географія
Висота піка становить 902 м і найвищою точкою хребта, який тягнеться приблизно в північно-західного на південний схід в центральній частині острова Гоф. Трохи нижче розташований пік Експедиції. Острів є частиною архіпелагу Трістан-да-Кунья, віддаленої території Сполученого Королівства Велика Британія.  Гора є згаслим вулканом, який востаннє вивергався близько 2400 років тому.  

## зовнішні посилання
- Листи з маленького острова - Единбурзький пік 3 - 1 Gough 56, 28 березня - 3 квітня